# روبرت ماكبرايد
روبرت ماكبرايد (بالإنجليزية: Robert McBride)‏ هو ملحن وعازف بيانو أمريكي، ولد في 20 فبراير 1911 في توسان في الولايات المتحدة، وتوفي في 1 يوليو 2007.

## وصلات خارجية
- روبرت ماكبرايد على موقع IMDb (الإنجليزية)
- روبرت ماكبرايد على موقع ميوزك برينز (الإنجليزية)
- روبرت ماكبرايد على موقع قاعدة بيانات الفيلم (الإنجليزية)